# Abell 2065
Abell 2065 è un ammasso di galassie situato prospetticamente nella costellazione della Corona Boreale alla distanza di 930 milioni di anni luce dalla Terra (light travel time). È inserito nell'omonimo catalogo compilato da George Abell nel 1958.
È del tipo III secondo la classificazione di Bautz-Morgan, mentre la classe di ricchezza è 2 essendo costituito da oltre 400 galassie. Le più luminose sono MCG+05-36-020, MCG+05-36-023 e LEDA 54883. Quest'ultima è la galassia cD della porzione meridionale dell'ammasso. Insieme a Abell 2061, Abell 2067, Abell 2079 Abell 2089 e Abell 2092 costituisce il Superammasso della Corona Boreale (SCl 158).